# Грб Градишке
Грб Градишке је званични симбол српске општине Градишка.
Овај грб усвојен још у вријеме док је општина Градишка била дио СФРЈ и СР Босне и Херцеговине, а мању модификацију је претрпио почетком 1990их. Грб својим садржајем одудара од хералдистичких правила и идејно подсјећа на амблеме из периода у ком је и настао.
Данашња општина Градишка користи овај стари амблем на основу ранијих одлука, док се у скорије вријеме очекује доношење посебне уредбе о симболима општине.